# 薛仁洙
薛 仁洙（ソル・インス、朝鮮語: 설인수、1926年12月15日 - 1985年5月22日）は、大韓民国の政治家。第7代扶安郡守、第3・4代全羅北道教育監、第10代韓国国会議員。本貫は淳昌薛氏。初名は薛仲洙（ソル・ジュンス、설중수）、号は菊斉（ククチェ、국제）、益堂（イクタン、익당）。

## 経歴
全羅北道淳昌郡出身。1948年に高麗大学校法科、51年に経済科を卒業後、第2回高等考試行政科に合格した。
全羅北道農務課事務官、内務部地方局市邑面係長を経て、1955年より扶安郡の第7代郡守、1962年に全羅北道庶務課長、1963年に全羅北道文教社会局長、1964年に文教部編修課長・芸術課長・教育行政課長、1967年に国立中央図書館長、1968年〜1976年に全羅北道の第3・4代教育監を歴任した。1975年に国民勲章牡丹章を受章した。1978年の第10代総選挙に民主共和党の公認で淳昌・任実・南原地域で立候補して当選し、国会議員となった。
1985年より群山東高等学校の校長を務めていたが、1985年5月19日午前、次女の結婚式に向かう途中に自動車との衝突事故により重傷を負い、病院に搬送されたが22日に59歳で亡くなった。

## 家族
父親は薛鎮模、母親は宜寧南氏。妻は河東鄭氏、3男2女をもうけた。